# Bleke vleermuis
De bleke vleermuis (Antrozous pallidus)  is een zoogdier uit de familie van de gladneuzen (Vespertilionidae). De wetenschappelijke naam van de soort werd voor het eerst geldig gepubliceerd door LeConte in 1856.

## Kenmerken
Deze middelgrote, bleke vleermuis heeft een varkenssnoet en lange oren. De lichaamslengte bedraagt 5,5 tot 8 cm, de staartlengte 3,5 tot 5,5 cm en het gewicht 14 tot 30 gram.

## Leefwijze
Dit dier bewoont droge gebieden, variërend van graslanden tot gloeiende halfwoestijnen zoals in Death Valley, Californië. Dankzij zijn grote oren en goed gehoor, kan het zijn prooi  probleemloos opsporen: kevers, krekels, spinnen, duizendpoten, hagedissen en muizen. Het dier maakt doordringende, krijsende geluiden om de weg te vinden naar de gezamenlijke rustplaats, die zich bevindt tussen rotsen of bomen, soms ook op een zolder. Deze geluiden zijn ook voor de mens hoorbaar.

## Verspreiding
Deze in groepsverband levende soort komt voor van westelijk Noord-Amerika tot Mexico en Cuba.